# Sopwith Wallaby
El Sopwith Wallaby fue un biplano británico monomotor de largo alcance construido durante 1919 por la Sopwith Aviation Company en Kingston upon Thames.

## Desarrollo
El Wallaby fue diseñado para competir por un premio del Gobierno australiano de 10 000 libras esterlinas por realizar un vuelo de Inglaterra a Australia. Era un biplano monomotor propulsado por un motor Rolls-Royce Eagle VIII. Tenía una cabina abierta con dos asientos que podían retraerse dentro de una cabina cerrada.

## Historia operacional
El Wallaby, matriculado como G-EAKS, partió de Hounslow el 21 de octubre de 1919 hacia Australia. El 17 de abril de 1920 se estrelló al aterrizar en la isla de Bali, en las Indias Orientales Holandesas. Fue enviado a Australia y reconstruido como transporte de 8 plazas, y utilizado por Australian Aerial Services.

## Operadores
Australia
- Australian Aerial Services

## Especificaciones
Referencia datos: Sopwith—The Man and his Aircraft

### Características generales
- Tripulación: Dos
- Longitud: 9,6 m (31,5 ft)
- Envergadura: 14,2 m (46,5 ft)
- Altura: 3,3 m (10,7 ft)
- Superficie alar: 54,2 m² (583,4 ft²)
- Peso vacío: 1261 kg (2779,2 lb)
- Peso cargado: 2359 kg (5199,2 lb)
- Planta motriz: 1× motor lineal V8 refrigerado por agua Rolls-Royce Eagle VIII.
  - Potencia: 270 kW (372 HP; 367 CV)
- Hélices: Bipala de paso fijo
- Diámetro de la hélice: 3,7 m
- Capacidad de combustible: 910 L

### Rendimiento
- Velocidad máxima operativa (Vno): 185 km/h (115 MPH; 100 kt)
- Velocidad crucero (Vc): 172 km/h (107 MPH; 93 kt)

## Aeronaves relacionadas

### Aeronaves similares
- de Havilland DH.18